# 2006 في سويسرا
فيما يلي قوائم الأحداث التي وقعت خلال عام 2006 في سويسرا.

## سياسة

### تعيين في المنصب
- 14 يونيو – دوريس ليوتار عضو المجلس الفيدرالي السويسري.

### انتهاء فترة المنصب
- 1 يناير – جوزيف دايس عضو المجلس الفيدرالي السويسري،عضو المجلس الفيدرالي السويسري.
- 13 يونيو – دوريس ليوتار عضو المجلس الوطني السويسري.

## أفلام
من الأفلام التي صدرت هذه السنة في سويسرا:
- 1 يناير – فيلم موعد من إخراج Aaron Seltzer [الإنجليزية]‏، جايسون فرايدبيرغ.

## برامج ومسلسلات وأنمي
- بينغو

## وفيات

### يونيو
- 20 يونيو – ماركوس فييرز (مواليد 1912) فيزيائي سويسري.
- 25 يونيو – رولف أولنجر (مواليد 1924) متزحلق جبال الألب سويسري.

### أغسطس
- 5 أغسطس – دانيال شميد (مواليد 1941)

### ديسمبر
- 15 ديسمبر – كلاي ريجاتسوني (مواليد 1939) سائق سيارة سباق سويسري.